# Pontus (mythologie)
Pontus of Pontos (Grieks: Πόντος, "de Zee") is een godheid uit de Griekse mythologie, die de zee personifieerde. De meeste schrijvers uit de Oudheid noemen hem de zoon van de aarde (Gaia) en de atmosfeer (Aether), maar Hesiodus schrijft in zijn Theogonie dat Gaia hem baarde zonder  bevruchting.
Pontus had met zijn moeder vele kinderen, waaronder Nereus en Thaumas, die het wonderlijke van de zee vertegenwoordigden, Phorcys en Ceto die de gevaarlijke aspecten belichaamden, en Eurybia. De zeegodin Thalassa baarde Pontus de Telchines.

## Gerelateerd onderwerp
- Oceanus

Poseidon · Oceanus · Ceto · Nereus · Glaucus · Amphitrite · Tethys · Triton · Proteus · Phorcys · Pontus